# Sanogasta maculatipes
Sanogasta maculatipes là một loài nhện trong họ Anyphaenidae.
Loài này thuộc chi Sanogasta. Sanogasta maculatipes được Eugen von Keyserling miêu tả năm 1878.